# 永田駅 (埼玉県)

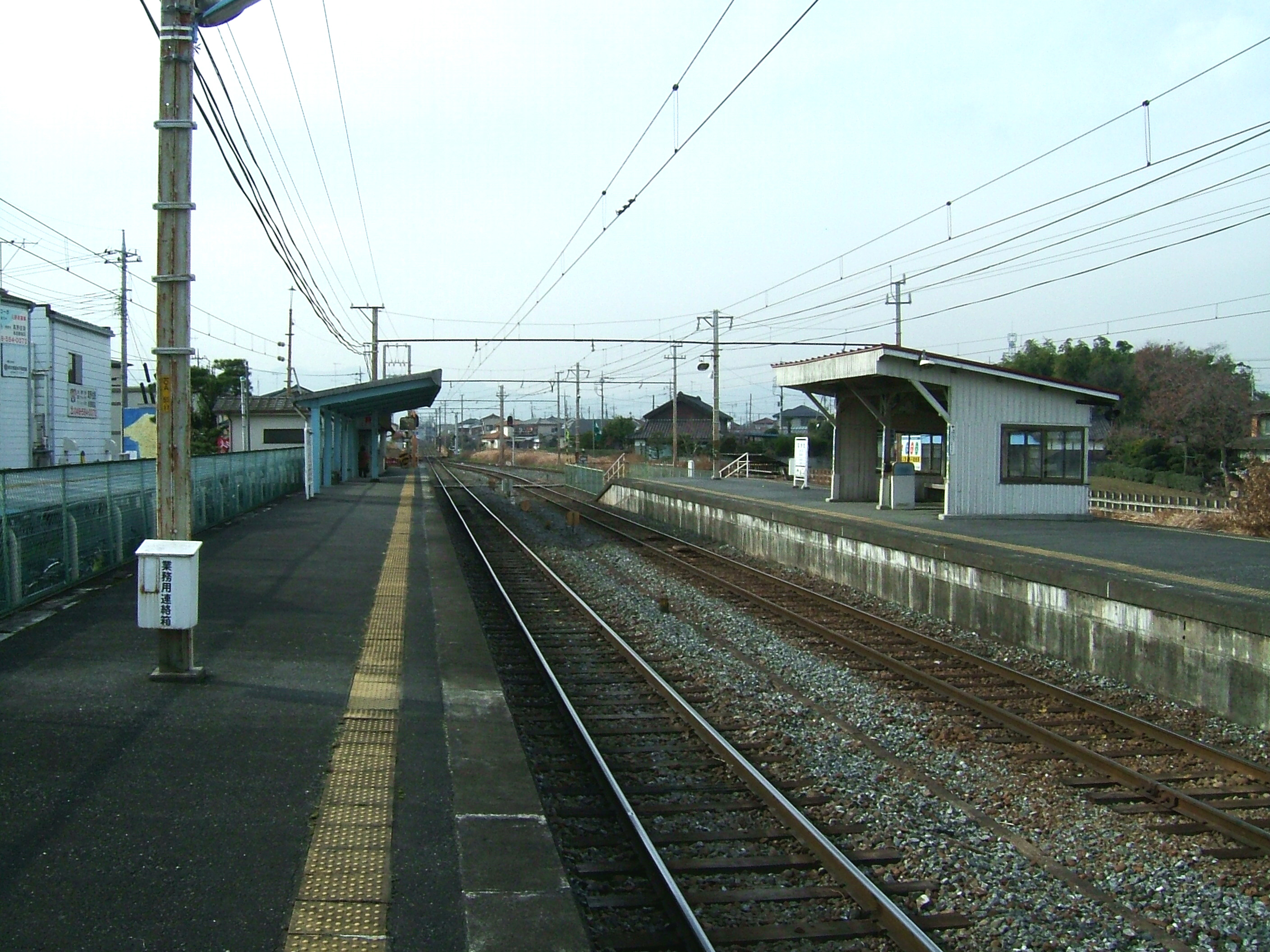
ホーム（2008年1月）

永田駅（ながたえき）は、埼玉県深谷市永田にある秩父鉄道秩父本線の駅である。駅番号はCR16。

## 歴史
- 1913年（大正2年）6月1日：開業。

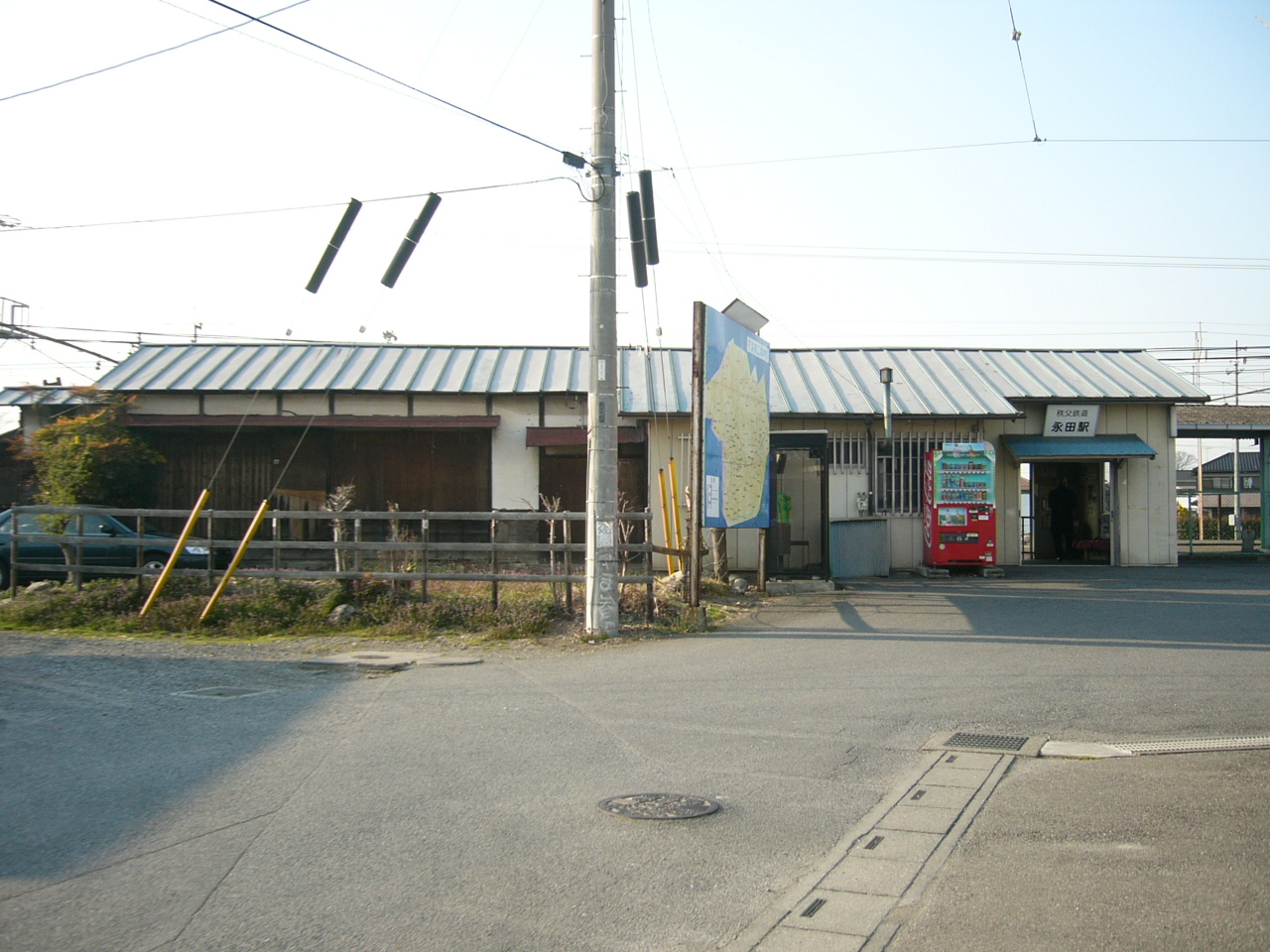
旧駅舎2006年3月撮影

- 2022年（令和4年）3月12日：ICカード「PASMO」の利用が可能となる[1]。同時に無人化[1]。

## 駅構造
単式ホーム+島式ホーム2面3線を有する地上駅。木造駅舎を有する。無人駅である。簡易PASMO改札機・PASMOチャージ機設置駅。
無人化以前は業務委託駅（管理駅:熊谷駅）であり、駅係員勤務時間は平日7:00 - 20:00、土休日は7:00 - 19:00となっていた。

便所は、単式ホーム上に男女共用の汲取り式便所を設置している。

### のりば
| 番線 | 路線                             | 方向                             | 行先                             |
| ---- | -------------------------------- | -------------------------------- | -------------------------------- |
| 1    | ■秩父線                          | 下り                             | 寄居・長瀞・秩父・三峰口方面     |
| 2    | ■秩父線                          | 上り                             | 熊谷・行田市・羽生方面           |
| 3    | （貨物列車待機および追い抜き用） | （貨物列車待機および追い抜き用） | （貨物列車待機および追い抜き用） |

## 利用状況
- 2022年度の1日平均乗車人員は171人である。

| 年度               | 乗車人員 （1日平均） |
| ------------------ | -------------------- |
| 2009年（平成21年） | 346                  |
| 2010年（平成22年） | 314                  |
| 2011年（平成23年） | 304                  |
| 2012年（平成24年） | 316                  |
| 2013年（平成25年） | 321                  |
| 2014年（平成26年） | 321                  |
| 2015年（平成27年） | 312                  |
| 2016年（平成28年） | 302                  |
| 2017年（平成29年） | 261                  |
| 2018年（平成30年） | 243                  |
| 2019年（令和元年） | 208                  |
| 2020年（令和2年）  | 155                  |
| 2021年（令和3年）  | 164                  |
| 2022年（令和4年）  | 171                  |

## 駅周辺
- 国道140号
- 荒川
  - 六堰・重忠橋

## 路線バス
深谷市コミュニティバスくるリンのデマンドバスのみ発着する。

## 隣の駅
秩父鉄道
■秩父本線
□SLパレオエクスプレス・■急行「秩父路」
通過
□各駅停車
武川駅 (CR15) - 永田駅 (CR16) - ふかや花園駅 (CR17)